# 寿山乡 (屏南县)
寿山乡，是中华人民共和国福建省宁德市屏南县下辖的一个乡镇级行政单位。

## 行政区划
寿山乡下辖以下地区：
寿山村、降龙村、梨后村、北山村、白凌村、前墘村、白玉村、上洋村、太保村、亥由村、叠石村、普岭村、郑洋村和东盘村。